# Çalış, Görele
Aydınlar là một thị trấn thuộc huyện Görele, tỉnh Giresun, Thổ Nhĩ Kỳ. Dân số thời điểm năm 2011 là 968 người.